# Kainach bei Voitsberg
Kainach bei Voitsberg est une commune autrichienne du district de Voitsberg en Styrie.